# Ново благочестие
Ново благочестие (на латински: „devotio moderna“) е религиозно обновително движение в църквата. Възниква в края на 14 век в Нидерландия и се разпространява през 15 век предимно в северозападна Германия. През 16 век то губи своята сила, но продължава да влияе върху мисленето на германските ренесансови хуманисти и реформаторите.

## История
Произходът на Новото благочестие е свързан с Герт Грооте (1340 – 1384 г.) от град Девентер, от чиято дейност произтича немонашеското движение на Братята от общия живот; по-късно възниква Виндесхаймската конгрегацията – една общност на августинските каунини реформирана в духа на Новото благочестие. Движението е особено широко разпространено през 14-и и 15 век в нидерландски и долнорейнско-вестфалски райони. Понякога се разглежда като предшественик на лутеранството и калвинизма. В този ред на мисли е възпитан и Еразъм Ротердамски.
Тъй като Новото благочестие цени законно конституираната църква, външното приемане на тайнствата и обетите както и правилата на монашеските ордени по-малко от колкото индивидуалната връзка с Христос, на Констанцкия събор (1414 – 1418 г.) доминиканците ги обвиняват в ерес. Йоханес Герсон обаче ги защитава и предотвратява съдебен процес.
Най-важното произведение на Новото благочестие е „Следвайки Христос“ от Томас Кемпийски.

## Особености
Новото благочестие възниква по същото време, когато хуманизма и християнството се обединяват под формата на християнски хуманизъм. Последното изисква изучаване на основните текстове на християнството, за да се установи лична връзка с Бог. Братята от общия живот намерат основната си задача и източник на доходи в преписването и подвързването на книги. През 16 век развитието на печатната преса прави текстовете достъпни за все по-широки кръгове.
Новото благочестие черпи от източниците на християнския мистицизъм и се доближава до късносредновековния спиритизъм. То „цели [...] едно особено лично и вътрешно благочестие, което черпи силите си не толкова от съпричастното отслужване на църковната литургия и тайнствата, колкото от тихото съзерцание на страстите Христови и духа на Проповедта на планината“. То обаче остана „съвсем и напълно лоялна към Църквата“ (Август Францен).